# Campionati europei di ciclismo su strada 2012 - Cronometro maschile Junior
La cronometro maschile Junior dei Campionati europei di ciclismo su strada 2012 si è svolta il 9 agosto 2012 a Goes, nei Paesi Bassi, per un percorso di 24,9 km. La gara è stata vinta dal danese Mathias Krigbaum, che ha terminato la gara in 30'15", alla media di 49,376 km/h.

## Classifica (Top 10)
| Pos. | Corridore              | Squadra   | Tempo  |
| ---- | ---------------------- | --------- | ------ |
| 1    | Mathias Krigbaum       | Danimarca | 30'15" |
| 2    | Ryan Mullen            | Irlanda   | a 10"  |
| 3    | Matej Mohorič          | Slovenia  | a 11"  |
| 4    | Amund Jansen           | Norvegia  | a 18"  |
| 5    | Marcus Fåglum-Karlsson | Svezia    | a 19"  |
| 6    | Szymon Rekita          | Polonia   | a 25"  |
| 7    | Giacomo Peroni         | Italia    | a 36"  |
| 8    | Mads Würtz Schmidt     | Danimarca | a 45"  |
| 9    | Maximilian Schachmann  | Germania  | a 46"  |
| 10   | Anthony Turgis         | Francia   | a 53"  |